# نهاض مضيء
نهاض مضيء (الاسم العلمي: Lucihormetica)، هو جنس أمريكي جنوبي وتنتمي إلى فصيلة صرصوريات عملاقة، ويشار إليها مجتمعة باسم صراصير الوعاء المضيء. تم الإبلاغ بشكل متناقل عن أن البقع الصدرية للذكور ذات إضاءة حيوية، لكن البحث المفصل لم يتمكن من إثبات ذلك بشكل قاطع، على الرغم من وجود دليل على وجود تألق ذاتي. يشمل الجنس كلاً من الأنواع الشائعة نسبيًا والنادرة: على سبيل المثال ، يعتبر النوع L. verrucosa شائعًا نسبيًا وأحيانًا يتم الاحتفاظ به في الأسر، في حين أن ثمانية من الأنواع المتبقية (بالإضافة إلى أنواع إضافية غير موصوفة) معروفة فقط من عينة واحدة لكل منها.

## الأنواع
أنواعه 12
- Lucihormetica amazonica
- Lucihormetica cerdai
- Lucihormetica fenestrata
- Lucihormetica grossei
- Lucihormetica interna
- Lucihormetica luckae
- Lucihormetica osunai
- Lucihormetica seabrai
- Lucihormetica subcincta
- Lucihormetica tapurucuara
- Lucihormetica verrucosa
- Lucihormetica zomproi